# Santa Cruz (группа)
Santa Cruz — финская хард-рок группа, образованная в Хельсинки в 2007 году Артту Куосманеном и Йоонасом Паркконеном. Спустя год к ним присоединился басист Митя Тойвонен. На протяжении 2008—2009 годов группа меняла барабанщиков, параллельно записав и издав две демо-записи в формате EP Another Rush Of Adrenaline. В конечном итоге, в 2009 году Santa Cruz стали полноценным квартетом, приняв в постоянный состав Тапани Фагерстрёма.

## История группы

### Формирование и демонстрации (2007-2017)
Артту Куосманен и Йонас Паркконен основали Santa Cruz в 2007 году, а басист Митя Тойвонен присоединился к ним в 2008 году. Группа выпустила два демо в 2008-2009 годах. После смены ряда временных барабанщиков в 2009 году они остановились на штатном барабанщике Тазе Фагерстреме, став группой из четырех человек. Группа выпустила самостоятельно выпущенный EP из шести песен под названием Anthems for the Young 'n' Restless, который помог им подписать контракт с финским лейблом звукозаписи Spinefarm Records в 2012.
Спустя три года и после самостоятельного выпуска миньона Anthems for Young 'n' Restless, состоявшего из шести песен, группа подписала контракт с финским звукозаписывающим лейблом Spinefarm Records. Их дебютный студийный альбом Screaming for Adrenaline увидел свет уже в апреле 2013 года и вошел в Топ-30 национального чарта (27 место). В этом же году Santa Cruz успешно гастролировали в Германии, Англии и Бельгии.
Второй — одноименный — альбом Santa Cruz вышел 6 марта 2015 года, стартовав с 3-го места в финских чартах. Выпуск студийного релиза предварял выход трех синглов:
- We Are the Ones to Fall (февраль 2014);
- Wasted & Wounded (27 октября 2014);
- My Remedy (февраль 2015).

На каждый из них было снято по видеоклипу. В поддержку альбома был организован масштабный европейский тур из 27 концертов. Песня We Are the Ones to Fall стала самой ротируемой композицией года на одной из популярнейших в Финляндии радиостанций Radio Rock. Весной 2016 года релиз участвовал в национальной музыкальной премии Emma Gaala в номинации «Рок-альбом года». Ради выступления на гала-концерте группа взяла паузу в совместном туре с Reckless Love и вернулась в Хельсинки.
В июне 2016 Santa Cruz выпустили внеальбомный сингл Skydiving Without A Parachute, вскоре дополнив релиз кавер-версией хита группы One Direction под названием Drag Me Down. Параллельно группа гастролировала в США, выступая с Себастьяном Бахом. В целом, с момента своего создания Santa Cruz покоряли Североамериканский континент трижды, включая работу с Amaranthe и I Prevail, а также участие в фестивале Rock On The Range (2015).
Выход третьего студийного альбома Bad Blood Rising группа анонсировала в мае 2017 года, объявив об окончании записи на базе Finnvox Studio (Хельсинки). Уже в начале лета вышел первый альбомный сингл River Phoenix, а сами Santa Cruz сменили лейбл, начав сотрудничество с Sakara Records. Официальный релиз намечен на осень: 6 октября 2017 года в Финляндии и Японии (Sakara Records) и 10 ноября — в остальном мире (M Theory Audio). В поддержку альбома группа отправилась в продолжительное турне, в датах которого впервые за всю концертную историю Santa Cruz появилась Россия: 15 сентября 2017 (при поддержке SPIKA Concert Agency) музыканты выступили в Москве (Gorod) а уже на следующий день — в Санкт-Петербурге (MOD). Российские даты тура получили уникальное название «Русское вторжение»; также в честь первого визита в РФ группа подготовила оригинальный мерч.

### Изменения в составе иКатарсис(2018-2019)
18 марта 2018 года группа через свои аккаунты в социальных сетях объявила об отмене своего предстоящего тура по США, а также об уходе Джонни, Мидди и Таза, оставив Арчи единственным оригинальным участником группы. Группа распалась очень оригинальным образом:
«Для всех тех, кто спрашивал, почему американский тур отменён. Парни просто вытолкнули меня из автобуса на улицу, словно бродягу и сказали, что группы Santa Cruz больше не существует.» - Говорит Арчи
16 апреля 2018 года Броди Дерози был объявлен новым гитаристом группы, однако 22 мая 2018 года Броди объявил о своем уходе из Санта Круз.
7 июля 2018 года Арчи опубликовал на своем канале видео с новым гитаристом Santa Cruz Павом Крузом. 3 августа 2018 года Джордан Маршалл был объявлен новым барабанщиком группы, однако 31 января 2019 года Джордан покинул группу, через три дня после репетиции тура.
В начале 2019 года барабанщик Токси Круз и басист Эро Круз были объявлены новой ритм-секцией группы, завершив новый состав. Этот состав выступит на нескольких европейских концертах и в небольшом турне по Латинской Америке.
22 сентября 2019 года группа опубликовала заявление о том, что гитарист Пав Круз не присоединится к ним в их предстоящем туре по США из-за "иммиграционных проблем", и что гитарист Джо Перес будет замещать их. Вскоре после этого Пав опубликовал свое собственное заявление, пояснив, что он покидает группу навсегда, и что это было связано с его личным выбором и не имело никакого отношения к каким-либо иммиграционным вопросам.
Группа выпустила свой четвертый альбом "Катарсис" в октябре 2019 года, в котором вокалист Арчи Круз и продюсер Кейн Чурко играют на всех инструментах.

### Реабилитация Арчи Круза и изменения в составе группы и синглы (2020-2022)
2 мая 2020 года, после бурного разрыва с девушкой, Арчи покинул Калифорнию и вернулся в родную Финляндию, бросив планы на Санта Круз в подвешенном состоянии, пока Арчи разбирался со своими личными проблемами. Эро Круз и другие покинули группу, оставив неопределенным будущий состав и планы на Санта Круз.
29 мая 2020 года Арчи Круз объявил в Instagram, что успешно завершил программу реабилитации.
В середине 2020 года Арчи был принят в качестве актера/участника реалити-шоу Survivor Finland ("Selviytyjät Suomi"), которое должно выйти в эфир в Финляндии в феврале 2021 года. После съемок фильма "Выживший в Финляндии" Арчи писал и записывал новую музыку в октябре / ноябре, в студии Crehate в Гётеборге, Швеция.
С новым руководством и командой американских и шведских продюсеров / соавторов Арчи продолжает собирать материал для нового альбома, выход которого ожидается в 2022 году, и ведет переговоры о его выпуске.
В январе 2021 года Арчи Круз объявил о предстоящем выпуске своего нового сингла "Moonchild" и заявил, что он и Токси были единственными официальными участниками Santa Cruz. Сингл был выпущен 19 февраля 2021 года на всех основных музыкальных платформах, а музыкальное видео было выпущено одновременно на YouTube. То же самое произошло 9 апреля 2021 года, когда новый сингл под названием "Crossfire" был загружен на все основные музыкальные платформы, а также сопровождающим музыкальным видео на YouTube.

### Возвращение, Новый состав и Пятый альбом (2022-настоящее время)
31 января 2022 года Арчи объявил о добавлении гитариста Джерри Джейда и барабанщика Рэнди Макдемиана. В дополнение к новым участникам, Санта-Круз объявил о возвращении шоу, которое состоится в Whisky-A-Go-Go в Лос-Анджелесе 6 апреля 2022 года.

### Интересные факты
- Песни Santa Cruz использовались в телевизионной рекламе Mercedes-Benz[16], в шоу телеканала AXS TV под названием «Breaking Bands», а также ротировались в музыкальных подборках американской телесети ESPN.
- Вокалист и соавтор песен группы Артту Куосманен также выступал в качестве басиста финской группы Local Band совместно с Алекси Лайхо (Children of Bodom), Олли Херманом Косуненом (Reckless Love) и Юсси Вуори (The 69 Eyes).
- Несмотря на значительную занятость (группа самостоятельно занимается аранжировками и сведением материала), Santa Cruz принимают активнейшее участие в музыкальной жизни Финляндии, выступая на национальных рок-фестивалях — Kukkaisrock, WaterXfest, South Park и пр.

### Музыкальные влияния
- Guns N’ Roses
- Mötley Crüe
- Led Zeppelin

## Основной состав
- Артту «Арчи» Куосманен — вокал, ритм- и соло-гитара

## Дискография

### Студийные альбомы
| Название                 | Исходные данные релиза            | Место в национальном чарте Финляндии |
| ------------------------ | --------------------------------- | ------------------------------------ |
| Screaming for Adrenaline | 26 апреля 2013, Spinefarm Records | 27                                   |
| Santa Cruz               | 6 марта 2015, Spinefarm Records   | 3                                    |
| Bad Blood Rising         | 6 октября 2017, Sakara Records    |                                      |
| Katharsis                | 18 октября 2019, M-Theory Audio   |                                      |
| The Return of the Kings  | 22 августа 2022, M-Theory Audio   |                                      |

### Синглы
| Год  | Название                      | Альбом                                |
| ---- | ----------------------------- | ------------------------------------- |
| 2012 | Relentless Renegades          | Screaming for Adrenaline              |
| 2012 | Nothing Compares to You       | Screaming for Adrenaline              |
| 2014 | We Are the Ones to Fall       | Santa Cruz                            |
| 2014 | Wasted & Wounded              | Santa Cruz                            |
| 2014 | My Remedy                     | Santa Cruz                            |
| 2016 | Skydiving Without a Parachute | None-album single                     |
| 2016 | Drag Me Down                  | One Direction-cover/None-album single |
| 2017 | River Phoenix                 | Bad Blood Rising                      |
| 2017 | Young Blood Rising            | Bad Blood Rising                      |
| 2019 | Changing Of Seasons           | Katharsis                             |
| 2021 | Moonchild                     | The Return of the Kings               |
| 2021 | Crossfire                     | The Return of the Kings               |
| 2022 | Under The Gun                 | The Return of the Kings               |

### Миньоны
- 2009: Another Rush of Adrenaline
- 2011: Anthem for the Young 'n' Restless

### Видеоклипы
- Anthem for the Young 'n Restless (реж. Юха Ханнинен)
- Relentless Renegades (реж. Т. Яаккола)
- Aiming High (реж. Тайе Рённквист)
- Nothing Compares to You (реж. Т. Яаккола)
- We Are the Ones to Fall (реж. Вилле Йуриккала)
- Wasted & Wounded (реж. Вилле Йуриккала)
- My Remedy (реж. Вилле Йуриккала)
- Let Them Burn (реж. Ларс Джонссон)
- Young Blood Rising (реж. Туукка Темонен)